# بل سیتی (میزوری)
بل سیتی (به انگلیسی: Bell City) یک شهر در ایالات متحده آمریکا است که در شهرستان استادار، میزوری واقع شده‌است. بل سیتی ۱٫۴۲ کیلومتر مربع مساحت و ۴۴۸ نفر جمعیت دارد و ۱۰۰ متر بالاتر از سطح دریا قرار دارد.